# The Dreadnoughts
The Dreadnoughts – kanadyjski zespół celtic punk rockowy, założony w 2006 roku w Vancouver. Początkowo The Dreadnoughts prezentowało melodyjne połączenie szant z muzyką punk rockową, ale z biegiem czasu w nagraniach formacji pojawiało się dużo naleciałości z krajów takich jak Ukraina, Polska, Rosja czy Niemcy a grupa często sięgała po melodie ze znanych oberków, polek czy kujawiaków. 
Zespół wielokrotnie koncertował w Polsce, odbywając w 2010 i 2011 roku trasy koncertowe po wielu dużych i mniejszych miastach w kraju.

## Członkowie zespołu
- The Dread Pirate Druzil – mandolina, śpiew
- Seamus – skrzypce, akordeon
- Uncle Touchy – śpiew, gitara elektryczna, gitara akustyczna
- Squid Vicious – gitara basowa, śpiew
- The Swedish Bastard – perkusja

## Dyskografia

### Albumy studyjne
- Legends Never Die - 2007[2]
- Victory Square - 2009[3]
- Polka’s Not Dead - 2010[4]
- Foreign Skies - 2017[5]
- Into the North – 2019[6]

### EP
- Cyder Punks Unite – 2010[7]
- Uncle Touchy Goes To College - 2011[8]